# Bohumil Doubek (1920)
Bohumil Doubek (10. ledna 1920 – ???) byl český a československý politik Komunistické strany Československa a poúnorový poslanec Národního shromáždění ČSR.

## Biografie
V roce 1948 se uvádí jako dělník. Působil tehdy jako zemědělský tajemník OV KSČ v Mikulově. Zároveň byl členem rady ONV za Jednotný svaz českých zemědělců.
Ve volbách roku 1948 byl zvolen do Národního shromáždění za KSČ ve volebním kraji Brno. V parlamentu zasedal do června 1952, kdy rezignoval a nahradil ho Jan Pestr. Na počátku 50. let byl předsedou OV KSČ v Mikulově, ale byl následně odstraněn z politických funkcí v rámci stalinistických čistek.